# Saad Surour
Saad Surour Masoud Surour Baniyas (19 luglio 1990) è un ex calciatore emiratino, di ruolo difensore.

## Carriera

### Club
Ha sempre giocato nella prima divisione degli Emirati Arabi Uniti.
In carriera ha giocato complessivamente 8 partite in AFC Champions League ed una partita nel Mondiale per club.

### Nazionale
Nel 2009 ha partecipato ai Mondiali Under-20.
Il 29 maggio 2010 esordisce con la nazionale maggiore in una partita amichevole vinta per 3-2 contro la Moldavia; ha inoltre partecipato ai Giochi Olimpici di Londra 2012, scendendo in campo in tutte e 3 le partite disputate dalla sua nazionale senza mai segnare.
Nel 2010 ha giocato la sua unica partita in carriera con la nazionale maggiore emiratina.

## Palmarès

### Club

#### Competizioni nazionali
- Campionato emiratino: 1

Al-Ahli: 2013-2014
- Coppa del Presidente degli Emirati Arabi Uniti: 1

Al-Ahli: 2012-2013
- UAE Super Cup: 2

Al-Ahli: 2013, 2014
- Etisalat Emirates Cup: 2

Al-Ahli: 2011-2012, 2013-2014

### Nazionale
- Giochi asiatici

2010